# Christen Hansen Riber
Christen Hansen Riber (1567–1642), født i Ribe (hvoraf han tog sit navn) var professor ved Københavns Universitet samt biskop over Aalborg Stift.

## Biografi
Christen Riber tilbragte årene 1586 til 1590 hos Tycho Brahe på Ven, og også under sine efterfølgende rejser sendte han astronomiske observationsresultater til Tycho, således blandt andet fra Wittenberg (1592) og fra Zerbst (Anhalt) (1593). Efter omfattende studierejser i udlandet blev han ansat ved Københavns Universitet i 1590–1601 og i perioden 1610 til 1642, hvor han døde, var han biskop.
Den amerikanske videnskabshistoriker Edward Rosen har fremdraget et brev af 13. maj 1598 fra Christen Riber til Tycho Brahe som et vidnesbyrd om at dennes ("tychoniske") verdenssystem var blevet plagieret af Nicolaus Reimarus Ursus. Ribers originale brev er bevaret og findes i dag i Sankt Petersborg.